# Vix (Wandea)
Vix – miejscowość i gmina we Francji, w regionie Kraj Loary, w departamencie Wandea.
Według danych na rok 1990 gminę zamieszkiwało 1670 osób, a gęstość zaludnienia wynosiła 59 osób/km² (wśród 1504 gmin Kraju Loary Vix plasuje się na 369. miejscu pod względem liczby ludności, natomiast pod względem powierzchni na miejscu 319.).